# 28 novembre
Il 28 novembre è il 332º giorno del calendario gregoriano (il 333º negli anni bisestili). Mancano 33 giorni alla fine dell'anno.

## Eventi
- 1443 – Il principe albanese Giorgio Castriota Scanderbeg, conquistata la fortezza di Croia, si proclama vendicatore della propria famiglia e dell'Albania
- 1520 – Dopo aver navigato attraverso lo stretto sudamericano, tre navi al comando dell'esploratore portoghese Ferdinando Magellano raggiungono l'Oceano Pacifico
- 1582 – A Stratford-upon-Avon, William Shakespeare e Anne Hathaway ottengono un prestito di 40 sterline per la loro licenza di matrimonio
- 1660 – Al Gresham College, 12 uomini, tra cui Christopher Wren, Robert Boyle, John Wilkins e Sir Robert Moray, decidono di fondare quella che diverrà nota come la Royal Society
- 1862 – Guerra di secessione americana: battaglia di Cane Hill
- 1895 – Prima gara di automobili negli USA: 54 miglia da Chicago a Evanston (Illinois), Frank Duryea vince in circa 10 ore
- 1905 – Il nazionalista irlandese Arthur Griffith fonda il Sinn Féin come partito politico il cui scopo è l'indipendenza per tutta l'Irlanda
- 1909 – Sergej Vasil'evič Rachmaninov esegue per la prima volta in pubblico il suo concerto n.3 per pianoforte e orchestra
- 1912 – A Valona, Ismail Qemali proclama l'indipendenza dell'Albania dall'Impero ottomano
- 1914 – Prima guerra mondiale: la Borsa di New York riapre dopo essere stata chiusa in luglio a causa della guerra
- 1919 – Lady Astor viene eletta come prima donna membro del Parlamento del Regno Unito
- 1942 – L'irredentista maltese Carmelo Borg Pisani viene giustiziato dai britannici sull'isola di Malta
- 1943 – Inizia la Conferenza di Teheran sulla riorganizzazione dell'Europa dopo la fine della seconda guerra mondiale (la conferenza si concluderà il 1º dicembre)
- 1944 – Accerchiamento della 19ª armata tedesca
- 1958 – Ciad, Repubblica del Congo e Gabon diventano repubbliche autonome all'interno della Comunità francese
- 1960 – La Mauritania ottiene l'indipendenza dalla Francia
- 1961 – Viene decisa la Risoluzione 1661 dell'Assemblea generale delle Nazioni Unite in seguito al comportamento dell'Italia nell'attuazione dell'Accordo De Gasperi-Gruber (del 1946) che aveva già portato undici mesi prima (31 ottobre 1960) alla Risoluzione 1497
- 1964
  - Guerra del Vietnam: membri del Consiglio per la sicurezza nazionale degli USA concordano nel raccomandare al presidente Lyndon B. Johnson di adottare un piano in due fasi per l'escalation dei bombardamenti sul Vietnam del Nord
  - Programma Mariner, viene lanciata la terza sonda diretto verso Marte e la missione americana Mariner 4, al suo secondo tentativo, finirà con un successo: il 14 luglio 1965 la sonda raggiunge il pianeta e invierà alla Terra un totale di 21 foto
- 1965 – Guerra del Vietnam: in risposta all'appello del presidente statunitense Lyndon B. Johnson per avere "più bandiere" in Vietnam, il presidente delle Filippine Ferdinand Marcos annuncia che invierà truppe nel Vietnam del Sud
- 1969 – I Rolling Stones pubblicano l'album Let It Bleed
- 1975 – Timor Est dichiara l'indipendenza dal Portogallo
- 1982
  - Rappresentanti di 88 nazioni si riuniscono a Ginevra per discutere del commercio mondiale
  - L'Opus Dei diventa Prelatura personale, la prima della Chiesa cattolica
- 1984 – A oltre 250 anni dalla loro morte, William Penn e sua moglie Hannah Callowhill Penn vengono nominati cittadini onorari degli Stati Uniti
- 1989 – Guerra fredda, Rivoluzione di velluto: di fronte ai manifestanti il Partito Comunista della Cecoslovacchia annuncia che rinuncerà al monopolio del potere politico
- 1994
  - A Portage (Wisconsin), il serial killer Jeffrey Dahmer viene bastonato a morte da un compagno di prigione malato di mente
  - Norvegia: con un referendum il Paese nega l'adesione all'Unione europea
- 2013 – Esce nelle sale cinematografiche statunitensi il film Frozen - Il regno di ghiaccio, 53º Classico Disney
- 2016 – Disastro aereo del volo LaMia 2933: un Avro RJ85, con a bordo 81 persone, fra le quali la squadra di calcio brasiliana del Chapecoense, si schianta vicino a Medellín in Colombia

## Nati
Ci sono circa 1 050 voci su persone nate il 28 novembre; vedi la pagina Nati il 28 novembre per un elenco descrittivo o la categoria Nati il 28 novembre per un indice alfabetico.

## Morti
Ci sono circa 540 voci su persone morte il 28 novembre; vedi la pagina Morti il 28 novembre per un elenco descrittivo o la categoria Morti il 28 novembre per un indice alfabetico.

## Feste e ricorrenze

### Nazionali
- Albania – Giornata nazionale della bandiera (1443). Il principe Giorgio Castriota Scanderbeg, conquistata la fortezza di Croia, si proclama vendicatore della propria famiglia e dell'Albania
- Albania – Festa dell'indipendenza dall'Impero ottomano (1912)
- Albania – Festa della Liberazione (1944). Scutari, l'ultima città del paese viene liberata dall'occupazione tedesca
- Repubblica del Congo – Festa della Repubblica (1958)
- Mauritania – Festa dell'indipendenza (1960)

### Religiose
Cristianesimo:
- Sant'Andrea Tran Van Trong, martire
- Santa Fausta Romana, vedova
- San Giacomo della Marca, sacerdote
- Sant'Irenarco, martire
- Santi Papiniano di Vita, Mansueto di Urusi e compagni martiri
- San Sostene da Corinto, discepolo di Paolo
- Santo Stefano il Giovane, monaco orientale, martire
- Santa Teodora di Rossano, badessa
- Beato James Thompson, sacerdote e martire
- Beato Luiz Campos Gorriz, padre di famiglia, martire
- Beati martiri di Paracuellos
  - Beato Angel Francisco Bocos Hernandez, religioso e martire
  - Beato Clemente Rodriguez Tejerina, religioso e martire
  - Beato Daniele Gomez Lucas, religioso e martire
  - Beato Eleuterio Prado Villarroel, religioso e martire
  - Beato Francesco Esteban Lacal, sacerdote e martire
  - Beati Giovanni Gesù Adradas Gonzalo e 14 compagni, religiosi e martiri
  - Beato Giovanni Giuseppe Caballero Rodríguez, religioso e martire
  - Beato Giuseppe Guerra Andres, religioso e martire
  - Beato Giusto Fernández González, religioso e martire
  - Beato Gregorio Escobar Garcia, sacerdote e martire
  - Beato Marcellino Sanchez Fernandez, religioso e martire
  - Beato Publio Rodríguez Moslares, religioso e martire
  - Beato Vincenzo Blanco Gaudilla, sacerdote e martire

Religione romana antica e moderna:
- Ludi Sarmatici, quarto giorno